# 한택심
한택심은 대한민국의 성우이다. 1990년 KBS에 입사했으며, 현재는 KBS 22기이다. 한국방송 성우극회 소속.

## 주요 출연작품

### 애니메이션
- 두치와 뿌꾸 (KBS) - 리노
- 키다리 아저씨 (KBS)
- SD 건담 - 칸탄 승려

### 애니메이션 영화
- 붉은매 (SBS) - 도신

### 영화
- 도학위룡 3 (SBS) - 경비원(등초우) / 도박꾼(진패)
- 알라딘의 마술램프 (KBS) - 경비병
- 동성서취 (KBS) - 괴물
- 바하마의 별 (KBS)
- 청사 (KBS) - 노인(마정무)
- 더티 해리 4 - 써든 임팩트 (KBS)

### 외화
- 판관 포청천 (KBS)

### 인터넷
- 레인보우 살인사건 (옛날방송국) - PD

### 라디오
- KBS 무대(와신불) - 만득스님
- KBS 무대(노스텔지어)
- 라디오 독서실(박상우의 인형의 마을) - 해설
- 라디오 독서실(장수진의 희곡: 거대한 돼지) - 이만식
- 라디오 독서실(부엌에서 무슨 일이 일어나는가)
- 라디오 독서실(무리를 떠나 나 하나로)
- 라디오 독서실(달콤한 인생)

### 드라마
- 제4공화국 (MBC) - 이재우
- 신 TV 문학관 슈퍼마켓에서 길을 잃다 (KBS) - 아파트 주민(목소리 출연)